# سید علی‌خان تبریزی
سیدعلی معروف به سید علیخان تبریزی ملقب به جواهر قلم فرزند محمد مقیم تبریزی از اولاد میر شاهمیر از اهالی اصفهان بود. او از خوشنویسان و نستعلیق‌نویسان زبردست قرن یازدهم هجری در ایران و هند بوده است. 
او خط نستعلیق را از پدرش که شاگرد میرعماد بوده تعلیم گرفت و با عبدالرشید دیلمی دیگر خوشنویس طراز اول همنشین و مصاحب بود. در زمان سلطنت شاه جهان به همراه پدر به هندوستان رفت و به دربار پسر او اورنگ‌زیب عالمگیر راه یافت و خطاب "خان" و عنوان "هزاری" و لقب "جواهر رقم" را دریافت کرد. از آثار او در ایران و هندوستان بسیار است. 
سید علی خان در سال ۱۰۹۴ هجری قمری در هندوستان درگذشت و در همانجا به خاک سپرده شد. 